# Mission Statement
«Mission Statement»  —  первый сингл американской метал-группы Stone Sour со третьего студийного альбома Audio Secrecy, вышедшего в 2010 году. Это первый сингл группы, выпущенный специально для iTunes без физических носителей. В отличие от других синглов с этого альбома, на эту песню не был снят видеоклип.

## Список композиций
| №  | Название            | Длительность |
| -- | ------------------- | ------------ |
| 1. | «Mission Statement» | 3:50         |

## Живое исполнение
Песня была исполнена вживую ещё до своего релиза на таких фестивалях как Rock am Ring  и Download в ходе летнего турне группы в 2010 году. Она так же была открывающей песней концерта и исполняется практически на каждом выступлении группы.